# Preker Point
Der Preker Point (englisch; bulgarisch нос Прекер nos Preker) ist eine felsige Landspitze an der Westküste der Trinity-Insel im Palmer-Archipel westlich der Antarktischen Halbinsel. Sie bildet 2,12 km südwestlich des Kap Wollaston und 2,26 km nordnordwestlich des Burya Point die Nordseite der Einfahrt zur Saldobisa Cove.
Britische Wissenschaftler kartierten sie 1978. Die bulgarische Kommission für Antarktische Geographische Namen benannte sie 2013 nach einem Berg im östlichen Balkangebirge.